# David Querol
Aimar Moratalla Botifoll (ur. 25 lutego 1989 w Reus) – hiszpański piłkarz występujący na pozycji napastnika w Cádiz CF.